# Пожар в детском саду в Эрмосильо
Пожар в детском саду ABC Day Care Center Fire в г. Эрмосильо, столице штата Сонора, Мексика произошёл 5 июня 2009 года и погубил 44 ребёнка в этот же день. Впоследствии число смертей выросло до 49, в связи со смертями пяти детей, пострадавших от ожогов. Свыше 40 детей и младенцев было госпитализировано с ожогами.    

## Пожар
26 мая, за неделю до пожара, в детском саду прошла проверка. 142 зачисленных ребёнка, а также шестеро сотрудников, осуществляющих уход за ними, также находились в пределах утвержденного соотношения числа воспитателей и детей в детских садах. Однако доклады, сделанные через два дня после пожара, показали, что, хотя в здании были окна, они находились слишком высоко и не обеспечивали доступ в детский сад для проведения спасательных операций. Неофициальный доклад пожарного управления  сообщил, что здание детского сада, переоборудованное из бывшего склада, имело только один выход. Одна из матерей заявила, что запасной выход был закрыт и ключ не смогли найти.
Пожар начался в пятницу 5 июня 2009 года в 15.00, по сообщениям в детском саду находились свыше 142 детей. Согласно первоначальным докладам пожар начался на соседнем складе шин и перекинулся на детский сад. Дальнейшее расследование подтвердило, что пожар вспыхнул на складе, управляемым правительством штата. В результате пожара в течение нескольких минут обрушилась секция крыши, которая упала на детей и сотрудников, находящихся под ней. Один из первых прибывших на место происшествия сообщил, что все дети были без сознания или мертвы, и не было слышно детского плача.   
Пожарным потребовалось два часа, чтобы потушить пожар. Мэр Эрмосильо заявил: «Пожарные рассказали мне, что всё произошло за пять минут». Директор Мексиканского института социальной безопасности Даниэль Карам заявил: « Согласно тому что видели люди после появления огня немедленно произошёл взрыв». Сотрудник детского сада Мария Адриана Гаска Сандовал заявила: «Мы почувствовали запах дыма и услышали сигнал тревоги. Но произошёл взрыв и не было шансов вынести наружу других детей».  
Франсиско Мануэль Лопес Вильяэскуса , один из водителей, проезжавших мимо, направил свой грузовик к детскому саду, он проделал три пролома в стенах, в отчаянной попытке обеспечить доступ в здание.

## Последующие события
Губернатор штата Сонора Эдуардо Бурс сделал заявление в день пожара: «В яслях было 142 ребёнка. 35 погибло, другие 41 госпитализированы». Также Эдуардо Бурс вскоре после пожара объявил, что владельцы детского сада имели семейные связи с чиновниками из правительства штата, штата и Первой леди Мексики Маргаритой Завала. Детский сад финансировался из бюджета но управлялся частными лицами. Государственный институт социального обеспечения предоставил контракт на эксплуатацию детского сада. Два чиновника из администрации штата Антонио Салидо Суарес и Альфонсо Эскаланте Хёффер ушли в отставку, но не были арестованы. Их жёны имели долю в собственности детского сада. Два дня спустя в субботу министр здравоохранения штата Раймундо Лопес Вукович объявил: «За последние несколько часов умерли ещё три ребёнка. Двенадцать из 22 госпитализированных детей находятся в опасном [для жизни] состоянии». Причиной смертей стали удушение дымом, ожогов и травм из-за падения крыши. 

### Лечение пострадавших
Большинство пострадавших было размещено в больницах Гвадалахары и Халиско. На помощь в лечении вылетело 15 специалистов. Некоторые дети были отправлены в больницы в других городах, располагавших врачами со специализацией по детским ожогам. Одного мальчика не удалось перевезти для дальнейшего лечения, так как у него констатировали смерть мозга. Двоих детей перевезли в ожоговую больницу Шрайнера в г. Сакраменто, штат Калифорния, США. Тина Палмиери, заместитель заведующего ожоговым отделением больницы заметила: «Во многом это зависит от того, насколько глубоки ожоги и где они расположены, а также насколько навредило вдыхание дыма.» Она отметила, что  у одной из трёхлетних девочек с ожогами свыше 80% тела есть только половина шансов на выживание. Эту девочку сопровождал отец, они прибыли в Калифорнию на борту мексиканского военного транспорта. Её мать, работавшая в детском саду была отправлена в больницу г. Сьюдад-Обрегон после того как вытащила свою дочь и ещё несколько детей из огня. Дэвид Гринхалх, заведующий ожоговым отделением, заявил что врачи приступили к серии операций по пересадке кожи для второго пациента, мальчика. Оба пациента считались в критическом состоянии, наблюдались от возникновения инфекций и не могли разговаривать из-за введения трахеальных трубок.         
Министр здравоохранения штата Сонора Вукович выступал с новыми заявлениями. Он отметил, что несколько госпитализированных детей постигла почечная недостаточность из-за обширной потери телесных жидкостей, возникшей из-за ожогов. У других пациентов  больниц наблюдались симптомы респираторных заболеваний из-за отравления дымом. Некоторые жертвы пожара настолько сильно обгорели, что у властей были проблемы с их идентификацией. Двухлетний Хавьер Алексис Пачеко был доставлен в больницу для лечения ожогов. Были сбои в связи. Четырёхлетнего Хермана Васкеса с ожогами 75 процентов тела срочно доставили в больницу Чавеса, но его семья узнала, где он находится, только в 18:00. тем вечером.

### Расследование
Президент Мексики Фелипе Кальдерон поручил генеральному прокурору Мексики Эдуардо Медина-Мора провести расследование по определению причины пожара. Президент посетил место происшествия и, по сообщениям, был «крайне опечален». «Это болезненная трагедия для всех мексиканцев. Я приказал федеральному прокурору как можно скорее провести расследование, чтобы помочь нам знать точно, отчего и каким образом это произошло, и определить соответствующую ответственность», — сказал Кальдерон.
Расследование установило, что причиной пожара стала неисправность кондиционера на соседнем складе, а сам склад не был оснащён огнетушителями и датчиками дыма . Генеральный прокурор Эдуардо Медина-Мора заявил: «Пожар был вызван перегревом кондиционера ввиду постоянной и длительной эксплуатации». Алюминиевый корпус кондиционера расплавился, капли попали на номерные знаки и бумаги, находящиеся на государственном складе, который был закрыт и безлюден, когда  вспыхнул пожар.  
Противопожарная сигнализация детского сада не предупредила персонал о загорании, поскольку датчики были установлены под ярким разукрашенным брезентом. Предполагалось, что дым стал распространяться между крышей склада и подвесным брезентовым потолком. Когда сам брезент загорелся, дым и пламя охватили спящих детей, детский сад мгновенно наполнился густым дымом. 
В 2005 году представители Мексиканского института социальной безопасности (IMSS) дали совет собственникам детского сада убрать брезент, расширить главный вход и расширить  дополнительные выходы на случай пожара до размеров, предусмотренных правилами пожарной безопасности. Последующие проверки безопасности также не сопровождались выполнением соответствующих  работ а контракты на продолжение эксплуатации детского сада повторно заключались. Генеральный прокурор штата Сонора Абель Муррьета Гутиэрес развернул кампанию в СМИ, обвинив IMSS в преступной халатности, заявив, что они знали о нарушениях безопасности в здании с тех пор, как отправили письмо с предупреждением в 2005 году.